# Staind (álbum)
Staind es el séptimo álbum de estudio de la banda de rock estadounidense Staind. publicado el 13 de septiembre de 2011. El álbum marca el regreso al Nu-metal Staind que fue predominante en los álbumes anteriores Tormented, Dysfunction y Break the Cycle. Es también el último álbum para ofrecer el baterista Jon Wysocki, quien dejó la banda después del proceso de grabación en mayo de 2011, que marca el final de una larga carrera de 16 años.

## Listado de canciones
| N.º | Título                    | Duración |  |
| 1.  | «Eyes Wide Open»          | 3:30     |  |
| 2.  | «Not Again»               | 4:34     |  |
| 3.  | «Failing»                 | 5:26     |  |
| 4.  | «Wannabe»                 | 3:49     |  |
| 5.  | «Throw It All Away»       | 4:24     |  |
| 6.  | «Take a Breath»           | 3:56     |  |
| 7.  | «The Bottom»              | 4:15     |  |
| 8.  | «Now»                     | 3:44     |  |
| 9.  | «Paper Wings»             | 4:23     |  |
| 10. | «Something to Remind You» | 4:07     |  |

| iTunes deluxe edition |                                                          |          |  |
| N.º                   | Título                                                   | Duración |  |
| 11.                   | «Spleen» (live in Houston)                               | 4:50     |  |
| 12.                   | «Not Again» (featuring Kevin Curry*)                     | 4:37     |  |
| 13.                   | «Not Again» (music video)                                | 4:37     |  |
| 14.                   | «For You» (live in Houston) (iTunes pre-order exclusive) | 3:32     |  |

| Deluxe edition + Bonus DVD documentary |                             |          |  |
| N.º                                    | Título                      | Duración |  |
| 11.                                    | «Spleen» (live in Houston)  | 4:50     |  |
| 12.                                    | «For You» (live in Houston) | 3:32     |  |

| Japanese edition + Bonus track |                                      |          |  |
| N.º                            | Título                               | Duración |  |
| 11.                            | «Wannabe (Remix)» (Feat. Snoop Dogg) | 3:54     |  |

- Datos: Q3068601